# Kóstas Gouzgoúnis
Kóstas Gouzgoúnis (grec moderne : Κώστας Γκουσγκούνης) né le 21 mars 1931 à Larissa et mort le 6 mai 2022 est un acteur de films pornographiques et érotiques grec.

## Biographie
Kóstas Gouzgoúnis est, en Grèce, une véritable star culte, immédiatement reconnaissable à son crâne chauve. Après des années de figuration, il commença à être célèbre au moment de la dictature des colonels. Malgré leur caractère érotique, ses films furent tolérés par la dictature car ils véhiculaient les valeurs (virilité, domination masculine sur les femmes) du régime.
Il a continué sa carrière érotique et pornographique dans les années 1980. Ensuite, il joua dans divers films, téléfilms ou séries télévisées.
En 2005, il reçoit le prix du troisième festival du film culte d'Athènes, pour l'ensemble de sa carrière.
Son nom est passé dans le langage parlé grec pour désigner un homme très puissant sexuellement.

## Filmographie sélective
- 1952 L'Agnès du port (figurant)
- 1957 La Tante de Chicago (passant)
- 1958 On ne vit qu'une fois (figurant)
- 1971 Sexe... 13 Beaufort !
- 1995 Radio Moscou